# 喬·路易斯·克拉克
喬·路易斯·克拉克（Joe Louis Clark，1938年5月8日—2020年12月29日）是新泽西州帕特森东区高中（Eastside High School）的校长，也是1989 年由摩根弗里曼主演的电影《鐵腕校長》的原型。克拉克在 1980 年代，因擔任东区高中校长時的非傳統與有爭議的纪律措施而受到大眾關注。 

## 早年生活
克拉克于1937年5月8日出生在喬治亞州的羅切爾，於6岁时和家人搬到了新澤西州的紐華克，畢業於中央高中（Central High School）。 克拉克於威廉帕特森学院獲得学士学位、薛頓赫爾大学獲得碩士學位，並獲頒美国運動学院荣誉博士。克拉克也是美国陆军预备役的中士，擔任教育中士。

## 教育生涯
克拉克被認為是不怕對於難以應付的學生採取強硬態度的教育家。他經常攜帶擴音器或棒球棒在學校出現。擔任校長期間，克拉克讓300多名經常遲到或曠課、在學校販毒或吸毒、在學校製造麻煩的學生退學。雖然可能有所失誤，但有些人認為他的強硬做法扭轉了學校的局面——不過數據並不支持此看法。 「雖然在克拉克擔任校長期間數學成績提高了6%，但閱讀成績幾乎沒有變化：該校學生仍然在全國高中生中位居最低的三分之一。上大學的學生略有增加——從1982年的182人增加到211人——但克拉克在與輟學的奮鬥敗退了。他就任時東區高中的輟學率為13%；現在（1988 年）是 21%。」離任東區高中校長之後，克拉克擔任新澤西州紐華克市埃塞克斯縣觀護所（少年觀護所）的主任。

## 評論
時代雜誌的封面文章指出，克拉克擔任校長的風格注重紀律，重點在於鼓勵學校的自豪感和良好行為，但在電影《鐵腕校長》中，克拉克也被描繪成前社會運動者。波士頓的一位校長小托馬斯·P·奧尼爾（Thomas P. O'Neill Jr.）認為：「克拉克使用強制力或許可以除去學校中不受歡迎的學生，但也可能失去有可能成功的孩子。」洛杉磯華盛頓預備高中前校長喬治·麥肯納（George McKenna）常被與克拉克類比；他也是具有類似開拓態度的學校改革者，也提出了批評：「我們的角色是提升與負責，」麥肯納告訴時代周刊。 「要不是學生們是貧窮的黑人孩子，喬·克拉克是不會被容忍的。」
有的教育工作者則贊成克拉克的作法。前校長肯尼斯·特維爾（Kenneth Tewel）說：「當整個學校一片危機到處混亂時，你不能使用民主和合作的風格，你需要一個獨裁者來控制局面。」但一些批評者則認為，雖然克拉克重整東區高中並帶來了秩序，但教育分數並沒有顯著提高。克拉克於 1991 年離任，一年後東區高中由州接管。   
另外也有批評開除不良學生以提高考試成績所導致的社會影響，認為「拋棄那些麻煩的低成就學生」只是將問題從學校轉移到街頭。克拉克表示「教師不應該把時間浪費在不想學習的學生身上」。 《時代》雜誌指出，全國此類學生的輟學率仍然很高，而且幾乎沒有替代方案，而能夠扭轉局勢的市中心學校，都是藉由像克拉克這樣的「大膽而意志堅定的校長」來達成。此外，他「能夠不拋棄陷入困境的學生，又能維持或恢復秩序。」   

## 个人生活
克拉克的女兒是奥运会田径運動員Joetta Clark Diggs 與Hazel Clark，兒子J.J. Clark是田徑教練，兒媳是奧運會田徑運動員吉尔·迈尔斯·克拉克。
克拉克退休後住在佛羅里達州的紐貝里 ，於長期疾病後，克拉克於 2020 年 12 月 29 日去世，享年 83 歲。